# Такидзееби (Кедский муниципалитет)
Такидзееби (груз. ტაკიძეები) — село в Кедском муниципалитете Грузии.

## География
Село находится на правом берегу реки Нагвареви, на расстоянии в 18 километров от посёлка городского типа Кеда, административного центра муниципалитета. Абсолютная высота — 600 метров над уровнем моря.

## Население
По данным переписи населения 2014 года, в селе проживает 186 человек.
| Год  | Население | Мужчины | Женщины |
| ---- | --------- | ------- | ------- |
| 2002 | 301       | 153     | 148     |
| 2014 | ↘186      | 92      | 94      |